# 2002년 한화 이글스 시즌
2002년 한화 이글스 시즌은 한화 이글스가 KBO 리그에 참가한 9번째 시즌으로, 빙그레 이글스 시절까지 합하면 17번째 시즌이다. 이광환 감독이 팀을 이끈 마지막 시즌으로, 김종석이 주장을 맡았다. 팀은 전력보강 실패, 용병 영입 실패  탓인지  8팀 중 정규시즌 7위에 그쳐 포스트시즌 진출에 실패했다.

## 타이틀
- 부산 아시안 게임 금메달: 송진우, 이영우
- 대륙간컵 은메달: 마정길, 채상병, 이범호, 송지만
- KBO 골든글러브: 송진우 (투수), 송지만 (외야수)
- 매직글러브: 송진우 (투수)
- 올스타 선발: 송진우 (투수), 송지만 (외야수)
- 올스타전 추천선수: 이영우
- 컴투스프로야구 레전드 카드: 송진우
- 컴투스프로야구 KBO 베스트 라인업: 송진우 (4선발)
- 컴투스프로야구2022 타이틀홀더 라인업: 송진우 (선발투수)
- 출장(타자): 이영우 (133)
- 완투: 송진우 (8)
- 이닝: 송진우 (220)
- 상대한 타자 수: 송진우 (905)
- 퀄리티 스타트: 송진우 (21)
- 투구 수: 송진우 (3411)
- 땅볼 유도: 송진우 (299)
- 경기 당 투구 수: 송진우 (110)

### 퓨처스리그
- 남부리그 타율: 정성열 (0.318)
- 남부리그 출루율: 정성열, 조정권 (0.367)
- 남부리그 2루타: 조윤채 (17)
- 남부리그 도루: 조윤채 (17)
- 남부리그 4사구: 조윤채 (24)
- 남부리그 세이브: 김장백 (4)
- 평균자책점: 김백만 (1.29)

## 선수단
- 선발투수: 송진우, 한용덕, 정민철, 조규수, 지연규
- 구원투수: 김정수, 김백만, 김장백, 장재혁, 김홍집, 마정길, 지승민, 신재웅, 이상목, 박정근, 고상천, 김병준, 유혜정, 최영필, 박정진
- 마무리투수: 피코타, 허진석, 파라
- 포수: 이도형, 조경택, 채상병
- 1루수: 장종훈
- 2루수: 임수민, 방진호
- 유격수: 황우구, 허준, 가르시아, 서창호
- 3루수: 이범호, 백재호, 김태균, 신국환
- 좌익수: 이영우, 조효상, 임주택, 김수연
- 중견수: 데이비스, 조윤채
- 우익수: 송지만, 조현수
- 지명타자: 강석천, 김대원, 조현, 송혁, 조정권, 정성열, 김종석

## 코치
- 트레이너: 조정희, 조대현, 유승호

## 여담
- 레닌 피코타는 KBO 리그 역대 최초의 파나마 국적 선수가 되었다.
- 파라는 통산 9구원승으로 KBO 리그 역대 외국인 투수 통산 최다 구원승 기록을 세웠다.
- 가르시아는 이 시즌 WAR 0.38에 그쳐 KBO 리그 역대 외국인 유격수 중 단일 시즌 최저 기록을 세웠다.
- 한화 이글스 2군은 앞서 1996년 KBO 퓨처스리그 북부리그에서 우승한 데 이어 이 시즌에는 KBO 퓨처스리그 남부리그에서 우승하여 역대 최초로 KBO 퓨처스리그의 북부리그와 남부리그에서 모두 우승해 본 팀이 되었다.

## 같이 보기
- 2003년 한화 이글스 시즌